# Зубов, Матвей Игнатьевич
Матвей Игнатьевич Зубов — русский военный и государственный деятель 1620—1640-х годов.
В 1619 году был в числе московских дворян, посланных в Ярославль с боярином Иваном Черкасским для сбора ратных людей. В 1627 году находился в Костроме приставом у татарских мурз. В 1628 — 1629 годах был воеводой в Царицыне. В 1631 — 1633 годах значится патриаршим дворецким. В 1633 году, в день Воскресения Христова, видел «государевы очи» «в комнате». В 1634 году летом дневал и ночевал на государевом дворе во время отсутствия царя Михаила Фёдоровича из Москвы. В том же году он был воеводой в Рославле, в 1635 году головой у сотни при встрече в Москве литовских послов, а в 1637 году присутствовал при приёме царём литовского гонца.
Когда именно Зубов делал засеки близ Оки — неизвестно: в 1638 году Иван Черкасский писал с Тулы Ивану Голицыну[уточнить] и Фёдору Бутурлину[уточнить], чтобы они осмотрели засеки и крепости близ Оки, на протяжении 36 вёрст. В ответ на своё распоряжение Черкасский получил от них отписку с обещанием донести ему о тех засеках, какие сделаны Зубовым, Резановым[уточнить] и Карамышевым[уточнить].
В октябре 1638 года Зубов получил наказную память, по которой должен был ехать в Вологду и учинить там розыск по поводу враждебных столкновений английских торговых людей с русскими, приехавшими к ним для «табачного сыску». Как производил Зубов дознание — неизвестно, но в половине декабря он проявил самоуправство: зажёг в Вологде двор английского гостя Бедля. Долго после того расследовали дело о пожаре и о разграблении в это время всех пожитков Бедля. Насколько виновным был признан Зубов — неизвестно; весьма возможно, что он сумел оправдаться.
Зубов был назначен в 1639 и 1640 годах дневать и ночевать на государевом дворе. В 1641—1642 годах он был вторым судьёй Московского судного приказа.